# 新谷真弓
新谷真弓（日语：／ Shintani Mayumi，1975年11月6日—）是日本女性演员、声优，广岛县出身。

## 人物
- 演员方面：1995年成为NYLON100℃（日语：ナイロン100℃）剧团成员。曾为“天然Robot”剧团和星尘传播(Stardust Promotion)旗下成员，现为自由身。
- 声优方面：2014年3月加入Kenyu Office事务所。
- 在其出道作品《他和她的事情》曾出演芝姬翼受到导演庵野秀明的赏识，之后参演了其执导的动画《FLCL》[1]和真人版电影《甜心战士》。

## 演出作品
※粗体字为主要角色。

### 电视剧
2000年
- 《去温泉吧！（日语：温泉へ行こう）》第二部 （小森美加）

2001年
- 《热血教师（日语：ガッコの先生）》 （西尾真理子）

2002年
- 《安乐椅子侦探与UFO之夜（日语：安楽椅子探偵 (テレビドラマ)）》 （与谢野空实）
- 《真夜中的雨（日语：真夜中の雨）》 （山根瞳）

2003年
- 《笑顏的法則》 （加纳绿）
- 《恋爱星期天（日语：恋する日曜日）》第一部

2007年
- 《手机刑警钱形海（日语：ケータイ刑事 銭形海）》第二季 （根岸矶子）

2009年
- 《手机刑警 钱形命（日语：ケータイ刑事 銭形命）》第四话　（鸟山美里）

2010年
- 《853刑警加茂伸之介（日语：853〜刑事・加茂伸之介）》 （绫松奈美恵）

2015年
- 《女厕所的那点事》

### 电影
- 《1980》（2003年）
- 《甜心战士》（2004年）
- 《日本沉没》
- 《音恋》（2009年）
- 《神奈大成功!（日语：カンナさん大成功です!#映画（日本版））》

### 电视动画
1998年
- 《男女蹺蹺板》 （芝姬翼）

1999年
- 《地球防卫企业》 (百目鬼里香博士[2]）)

2000年
- 《深蓝救兵》 (罗罗)
- 《精灵宝可梦》 （乌波）
- 《精灵宝可梦OVA·我们是皮丘兄弟》 （乌波）
- 《FLCL》 （春原晴子）
- 《 精灵宝可梦特别篇 超梦重现 风云再起！》 （复制喵喵）
- 《徽章战士魂》 （哈尼）

2001年
- 《地球少女Arjuna》 (辛迪·克莱因)

2002年
- 《精灵宝可梦 SIDE STORY》 （乌波）

2003年
- 《小公主优希》 （鳞粉）
- 《守护之心》 （蒂吉）

2004年
- 《电邮宠物MOMO》 （KOMOMO、其他女性角色）

2005年
- 《守护之心 Power UP》 （蒂吉）

2013年
- 《KILL la KILL》 （蛇崩乃音）

2014年
- 《黑执事 Book of Circus》 （温蒂）

2015年
- 《Go！光之美少女公主》 （夏慕尔小姐）

2016年
- 《宇宙巡警露露子》（绿）
- 《至高指令》
- 《数码宝贝 Applimonsters》  （洋装兽）
- 《食戟之灵第二期》 （清）
- 《神装少女小缠》　（吾妻安曇[3]）
- 《夏目友人帳第五季第六集》 （日高）

2018年
- 《阴阳师·平安百物语》 （二口女）
- 《SSSS.GRIDMAN》（六花妈妈）
- 《妖精森林的小不点》（嘉妲）

2019年
- 《巴哈姆特之怒》 （利兹）

2021年
- 《奇蛋物語 Wonder Egg Priority》（蜂女）
- 《急戰5秒殊死鬥》（魅音）
- 《逆轉世界的電池少女》（BL店主）

2022年
- 《哆啦A夢》公平烏賊
- 《相合之物》（羽田貫老師）

2025年
- 歌聲是法式千層酥（嬉歌的母親[4]）

### 动画电影
2016年
- 《这个世界的角落》 （北条三）

2017年
- 剧场版《Go！光之美少女公主 剧场版系列》 （夏慕尔小姐）

2018年
- 剧场版《FLCL Alternative》 （春原晴子）

2019年
- 《PROMARE》 （露琪亚·菲克斯）

2020年
- 《尋找小魔女DoReMi》（大阪燒店老闆娘）

2023年
- 《GRIDMAN UNIVERSE》（六花媽媽[5]）

### 網路動畫
2023年
- 終末的女武神II（大黑天）

2025年
- BULLET/BULLET（ブランチ[6]）

### 游戏
2002年
- 《拳皇2002》 （安琪兒）

2009年
- 《拳皇2002UM》 （安琪兒）

2016年
- 《阴阳师》 （盗墓小鬼、二口女、九命猫）
- 《KILL la KILL THE GAME -- IF》 （蛇崩乃音）

2021年
- 薑餅人王國（鍊金術師餅乾）